# Vanti
Vanti S.A. E.S.P. es una empresa comercializadora y distribuidora del mercado del gas natural residencial y el Gas natural vehicular
La empresa opera en la región central de Colombia y atienda a cerca de dos millones y medio de usuarios.

## Historia
El 13 de abril de 1987, nace Gas Natural S.A. E.S.P., una empresa liderada por Ecopetrol, con el propósito de construir la infraestructura necesaria para llevar el gas natural a la capital del país y sus alrededores. Por la iniciativa gubernamental de "Gas para el Cambio" de 1986
en 1989, comienza la operación de gas natural residencial.
en 1997, Naturgy adquiere el 50.3% de las acciones de Ecopetrol. En 2009 adquiere la totalidad de las acciones. En 2018, en  medio de un proceso de reorganización Gas Natural S.A. E.S.P. vende su participación en Colombia a Brookfield y adopta la marca Vanti.

## Área de operación
Además de operar en la ciudad de Bogotá. Opera en los departamentos de Cundinamarca, Boyacá, Santander y el Sur del Cesar.